# Dilophodes amplificata
Dilophodes amplificata là một loài bướm đêm trong họ Geometridae.